# Oxalis luteola
Oxalis luteola är en harsyreväxtart som beskrevs av Nikolaus Joseph von Jacquin. Oxalis luteola ingår i släktet oxalisar, och familjen harsyreväxter. Inga underarter finns listade i Catalogue of Life.